# 北条涼
RYO（りょう、9月18日生）は、日本の男性ファッションモデル、俳優。ライジングプロダクションのJUMPプリンスのメンバーでもある。ファッション雑誌『Samurai ELO』、『Gainer』などでモデルとして活動していた。

## 来歴
ファッションモデルとしてのデビューのきっかけは原宿でスカウトされたことによる。雑誌デビューは男性誌の『BiDAN』。
モデルとして活動していく過程で美容に関心を持ち、ラ・パルレやGATSBYのイメージキャラクターなども務めた。
幼少の頃からピアノや作曲活動をしており、2006年ティートックレコーズよりCDをリリースしている。本人は主にピアノに対しての思い入れが深く、ピアノによる作曲を得意としている。
X JAPANのリーダーYOSHIKI及びフレデリック・ショパンに影響を受け、現在までその音楽活動スタイルを模範している。
現在はモデルや音楽活動の傍ら、日本および世界各地を訪れている。

## 人物
大分県別府市出身。血液型はA型。
小中学生時は野球部に在籍。しかし高校進学時には野球部には入部せず、音楽活動に打ち込むようになる。また、この時期に漫画『ろくでなしブルース』を愛読し、ボクシングを始める。尊敬するボクサーは辰吉丈一郎。その後、大学進学を契機に上京。
普段、身につけるものとしてJustinDavis及びクロムハーツを愛用している。  
自他共に認める美食家である。趣味としてほかにビリヤードや買い物を挙げている。
職業柄、肩こりと腰痛に悩まされることも多く、指圧マッサージや整体に足繁く通っている。